# Mulfingen
Mulfingen is een plaats in de Duitse deelstaat Baden-Württemberg, en maakt deel uit van het Hohenlohekreis.
Mulfingen telt 3.670 inwoners.
Bretzfeld ·
Dörzbach ·
Forchtenberg ·
Ingelfingen ·
Krautheim ·
Künzelsau ·
Kupferzell ·
Mulfingen ·
Neuenstein ·
Niedernhall ·
Öhringen ·
Pfedelbach ·
Schöntal ·
Waldenburg ·
Weißbach ·
Zweiflingen